# Tilton Northfield
Tilton Northfield – jednostka osadnicza w Stanach Zjednoczonych, w stanie New Hampshire, w hrabstwie Belknap.